# Giovanni Ferro (antifascista)
Giovanni Ferro (Bergamo, 9 novembre 1911 – Milano, 2 novembre 2008) è stato un antifascista, scrittore e storico italiano.

## Biografia
Di famiglia originaria del Polesine, a Rovigo ancora diciassettenne iniziò la sua attività politica cercando contatti, attraverso capilega e contadini, con vecchi deputati socialisti. Nel 1930, a diciannove anni fu arrestato e inviato al confino  perché sospettato di rappresentare in Polesine il collegamento tra i gruppi clandestini comunisti e il movimento Giustizia e Libertà. Trascorse quattro anni nelle isole di Lipari e di Ponza; a Lipari per tre anni fu il confinato più giovane.
Aderì al Partito Comunista nel giugno del 1931, ma nello stesso anno, con l'arrivo a Lipari di Ferruccio Parri, riprese i rapporti con Giustizia e Libertà e successivamente tenne intensi contatti anche a Ventotene, con esponenti del Partito Repubblicano.
Rientrato a Rovigo, per sottrarsi alle persecuzioni locali, si trasferì a Milano, dove riprese l'attività antifascista nelle file del PCI.
Nel 1936 è di nuovo al confino, prima nell'isola di Ventotene, poi a Girifalco.
Tornato a Milano nel 1940, iniziò la pubblicazione di un periodico clandestino, "Il Garibaldino", lavorando ad una linea politica di unità antifascista, d'intesa con Parri, La Malfa del Partito d'Azione e con Bertellini, Dagnino e Basso del Partito Socialista Italiano.
Costretto a riparare in Svizzera, dove incontrerà anche Luigi Einaudi, a Liberazione avvenuta venne nominato vicepresidente del Cln della Lombardia. Giovanni Ferro veniva considerato un "uomo d'azione" dal futuro Presidente della Repubblica Luigi Einaudi, che nel suo diario scriveva: "Ferro ha 32 anni. Liberato nel 1934, cospirò un po' dappertutto, specie a Milano; è di nuovo inviato alle isole. Conferma che i poliziotti li battevano. Passato al comunismo perché i vecchi agitatori socialisti non facevano nulla".
Nel 1942-43 segretario della Federazione clandestina del PCI, portò avanti una concezione di battaglia comune delle diverse forze antifasciste, in conflitto con la linea del partito portata in Italia dagli esponenti rientrati dall'estero. Molti anni dopo Giorgio Amendola, in "Lettere a Milano", chiarirà gli equivoci di quel tempo difficile.
Nel 1946 fu tra i promotori della Casa della Cultura di Milano divenendone segretario con la presidenza di Ferruccio Parri.
Nel 1956, in seguito alla repressione sovietica della Rivoluzione ungherese, abbandonò il PCI dove aveva militato per un lungo periodo ed aderì al PSI.
Giovanni Ferro fu tra coloro che durante i periodi trascorsi in carcere e al confino rifiutarono di presentare la domanda di grazia.
Negli anni 80 fece parte della Famiglia di Milano come aderente all'Associazione, presentò diversi libri raccontando le esperienze degli anni di confino nel libro "Noviziato tra le isole" pubblicato con prefazione di Giuliano Vassalli.
Ha svolto una intensa attività di pubblicista, scrivendo libri, articoli e saggi sull'antifascismo e il Risorgimento. Gli scritti degli ultimi anni sino al 2007, sono stati raccolti in un volume non pubblicato.
Nel 2002 ha donato l'archivio personale di scritti e documenti alla Fondazione di Studi Storici Filippo Turati di Firenze, il fondo è stato dichiarato di interesse storico dalla Sovrintendenza Archivistica per la Toscana.

## Opere
- Noviziato tra le isole, Editrice Nuova Mercurio, Milano 1963.
- Milano Capitale dell'antifascismo, Mursia, Milano 1985.
- La culla dell'antifascismo. Il Polesine, Marsilio Editore, Venezia 1989.
- Eleuterio Felice Foresti. Un astro dimenticato del Risorgimento Italiano, Stabilimenti Tipografici C.Colombo, Roma 1991.
- Massarenti il riformista, Edizioni Opere Nuove, Roma 1990.
- La parabola dell'antifascismo democratico - 1990/2007 (non pubblicato).
- Protagonisti del Movimento Socialista in Italia, Edizioni Opere Nuove, Roma 1992.

## Riconoscimenti
- Il Comune di Milano gli ha conferito la medaglia d'oro di Benemerenza il 7 dicembre 1968
- Il Comune di Lipari gli ha concesso la cittadinanza onoraria il 19 dicembre 1992
- Il Comune di Rovigo gli ha conferito il Premio S.Francesco 1993 per scrittori il 2 ottobre 1993
- Il Comune di Adria gli ha conferito riconoscimento quale scrittore e storico di origine polesana il 16 maggio 2003